# Canmore
Canmore je kanadské město v Albertě, které se nachází asi 81 kilometrů (50 mil) západně od Calgary v blízkosti jihovýchodní hranice nejstaršího kanadského národního parku Banff. Nachází se v údolí Bow v skalistých horách Alberta's Rockies. Město má společnou hranici na jihozápadě s parkem Kananaskis Country a na severovýchodě s městskou části Bighornu. S populací 12 288 obyvatel (zaznamenáno v roce 2011) je Canmore devátým největším městem v Albertě.

## Osobnosti
- Chandra Crawfordová (* 1983), kanadská běžkyně na lyžích, olympijská vítězka ve sprintu (2006)
- Sarah Murphyová (* 1988), novozélandsko-kanadská biatlonistka a běžkyně na lyžích
- Rosanna Crawfordová (* 1988), kanadská biatlonistka